# Équation de Kelvin
L'équation de Kelvin est basée sur la formule de la pression de Laplace et s'applique à un fluide en équilibre avec sa vapeur. Si on suppose que l'interface liquide-vapeur a un rayon de courbure moyen {\displaystyle R_{m}}, elle permet de relier la pression de vapeur {\displaystyle P_{g}} avec ce rayon de courbure :
{\displaystyle \ln \left({\frac {P_{g}}{P_{sat}}}\right)={\frac {2\gamma V_{l,mol}}{R_{m}RT}}}
dans laquelle {\displaystyle P_{sat}} est la pression de vapeur saturante, {\displaystyle \gamma } est la tension de surface, {\displaystyle V_{l,mol}} est le volume molaire du liquide, {\displaystyle R} est la Constante universelle des gaz parfaits et {\displaystyle T} est la température. 
Il faut faire attention à la convention utilisée pour définir le rayon de courbure : on suppose dans cette équation que si la surface est convexe (observée depuis la phase gazeuse), {\displaystyle R_{m}} est positif. Si la surface est concave,  {\displaystyle R_{m}} est négatif. Nous concluons donc que :
- Si l'interface est convexe : {\displaystyle P_{g}>P_{sat}};
- Si l'interface est concave : {\displaystyle P_{g}<P_{sat}}.

Avec une convention différente, certains auteurs présentent cette équation avec un signe négatif .
Cette équation permet de prévoir la condensation capillaire dans la porosité d'un solide en fonction de la taille des pores. Pour une pression {\displaystyle P_{g}}donnée, {\displaystyle R_{K}=\left\vert R_{m}\right\vert } est donc le rayon de pore le plus grand dans lequel la condensation capillaire peut se produire, on appelle cette limite rayon de Kelvin. On peut ainsi calculer l'adsorption d'humidité dans un matériau alvéolaire en fonction de l'hygrométrie de l'air, ou la condensation d'un hydrocarbure dans un adsorbant poreux.
L'équation de Kelvin est aussi utilisée pour la détermination de la taille des pores à partir de la mesure d'un isotherme d'adsorption par la méthode BJH (méthode de Barrett, Joyner et Halenda ).

## Démonstration
Supposons que l'on ait un liquide en contact avec sa vapeur selon une interface dont la courbure moyenne est {\displaystyle R_{m}}. Si on prend le cas où la surface du liquide forme un ménisque concave comme sur le schéma ci-contre, alors ce rayon est négatif. La loi de Laplace-Young indique que la pression dans le gaz {\displaystyle P_{g}} et celle dans le liquide {\displaystyle P_{l}} sont reliées :
{\displaystyle P_{l}-P_{g}={\frac {2\gamma }{R_{m}}}}

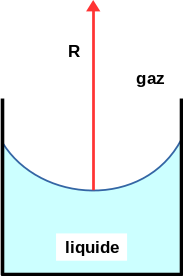
Rayon de courbure dans le cas où le liquide est mouillant vis-à-vis des parois. Dans ce cas, la surface est concave et R est négatif.

Supposons que l'on étudie un liquide pur en équilibre avec sa vapeur, cet équilibre correspond à une égalité des potentiels chimiques du gaz et de la vapeur {\displaystyle \mu _{g}=\mu _{l}},. Supposons que l'on déplace légèrement cet équilibre vers un nouvel équilibre, on peut écrire pour le nouvel équilibre {\displaystyle \mu _{g}+d\mu _{g}=\mu _{l}+d\mu _{l}}, par conséquent {\displaystyle d\mu _{g}=d\mu _{l}}. Si la température est constante, cette variation de potentiel chimique est: 
{\displaystyle V_{g,mol}\,dP_{g}=V_{l,mol}\,dP_{l}}.
{\displaystyle V_{l,mol}} et {\displaystyle V_{g,mol}} sont respectivement les volumes molaires du liquide et du gaz. La dérivation de l'équation de Laplace à température constante donne:
{\displaystyle dP_{l}-dP_{g}=d\left({\frac {2\gamma }{R_{m}}}\right)}
En combinant ces deux équations, nous pouvons éliminer {\displaystyle P_{l}} :
{\displaystyle {\frac {V_{g,mol}}{V_{l,mol}}}dP_{g}-dP_{g}=d\left({\frac {2\gamma }{R_{m}}}\right)}
{\displaystyle {\frac {V_{g,mol}-V_{l,mol}}{V_{l,mol}}}dP_{g}=d\left({\frac {2\gamma }{R_{m}}}\right)}
Le volume molaire du liquide étant 1000 fois plus petit que celui du gaz, on peut simplifier cette équation :
{\displaystyle {\frac {V_{g,mol}}{V_{l,mol}}}dP_{g}=d\left({\frac {2\gamma }{R_{m}}}\right)}
En supposant que la vapeur est un gaz parfait :
{\displaystyle {\frac {RT}{V_{l,mol}}}{\frac {dP_{g}}{P_{g}}}=d\left({\frac {2\gamma }{R_{m}}}\right)}
On sait que la pression au-dessus d'une surface liquide plane est {\displaystyle P_{sat}}, nous pouvons donc intégrer cette équation :
{\displaystyle \int _{P_{sat}}^{P_{g}}{\frac {RT}{V_{l,mol}}}{\frac {dP_{g}}{P_{g}}}=\int _{\infty }^{R_{m}}d\left({\frac {2\gamma }{R_{m}}}\right)}
Ce qui donne l'équation de Kelvin :
{\displaystyle {\frac {RT}{V_{l,mol}}}\ln \left({\frac {P_{g}}{P_{sat}}}\right)={\frac {2\gamma }{R_{m}}}}
Donc dans le cas étudié ici, {\displaystyle P_{g}<P_{sat}} puisque {\displaystyle R_{m}<0}, il est donc possible de condenser le liquide dans la porosité d'un matériau à une pression inférieure à la pression de vapeur saturante si le liquide est mouillant pour la surface.

## Exemple

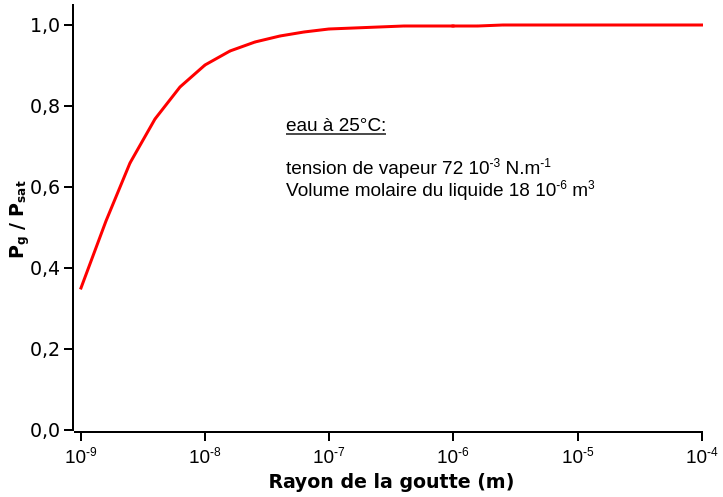
Rapport entre P_{g} et P_{sat} en fonction du diamètre des pores dans le cas de l'eau à température ambiante

Supposons que l'on veuille condenser de l'eau à l'aide d'un solide poreux, l'eau étant un liquide mouillant pour la surface de ce matériau. L'équation de Kelvin permet de calculer le rapport {\displaystyle P_{g}\,/\,P_{sat}}, c'est-à-dire l'humidité relative, pour laquelle on observera une condensation en fonction de la taille des pores du matériau.
Dans l'exemple ci-contre, avec un matériau ayant une taille de pore nanométrique, on peut atteindre une hydrométrie relative de 30 % avec un matériau ayant des pores de taille nanométrique ({\displaystyle R_{m}=10^{-9}m}).